# NGC 6545
NGC 6545 is een elliptisch sterrenstelsel in het sterrenbeeld Pauw. Het hemelobject werd op 20 juni 1835 ontdekt door de Britse astronoom John Herschel.

## Synoniemen
- ESO 103-6
- PGC 61551